# 8498 Уфа
8498 Уфа (8498 Ufa) — астероїд головного поясу, відкритий 15 вересня 1990 року.
Тіссеранів параметр щодо Юпітера — 3,219.
Названо на честь Уфи (башк. Өфө, рос. Уфа́) — міста в Росії, столиці Башкортостану.